# Marketing
În accepțiunea generală, marketingul reprezintă "știința și arta de a convinge clienții să cumpere" . Philip Kotler definea marketingul ca "un proces social și managerial prin care indivizi sau grupuri de indivizi obțin ceea ce le este necesar și doresc prin crearea, oferirea și schimbul de produse și servicii la o anumită valoare". Simplist, marketingul reprezintă "arta și știința de a vinde". Sau, arta de a manipula perspectiva clientului pentru a obtine banii acestuia. Rareori sunt urmarite si interesele clientilor.
Datorită caracteristicilor proceselor de marketing, modalităților de implementare a deciziilor de marketing, acceptiunilor și viziunilor noi asupra elementelor care compun o acțiune de marketing precum și ca urmare a nivelurilor diferite de percepție și abordare a acestei componente a economiei de piață, definitiile și explicațiile aduse termenului de marketing sunt variate și permanent adaptate noilor realități ale mediului economic.
Prima definiție oficială atribuită marketingului a apărut în 1935 și a fost adoptată de National Association of Marketing Teachers, predecesoare a American Marketing Association. Reconfirmată în 1960, definiția primară a marketingului a rezistat vreme de 50 de ani, până în 1985 când a fost înlocuită.  
Definiția a fost din nou revizuită în 2004 și descrie marketingul ca "o funcție organizationala și un set de procese menite a crea, comunica și pune la dispoziția clienților a valorii și menținerii relațiilor cu clienții spre beneficiul companiei și al proprietarilor acesteia".  
Conform politicii oficiale a AMA, definiția este reîmprospătată la fiecare 5 ani pentru a răspunde mai bine realităților existente și nevoilor pieței. Cea mai recentă modificare, adoptată în Octombrie 2007 și făcută publică în Ianuarie 2008, definește marketingul astfel:  "(marketing is) the activity, set of institutions, and processes for creating, communicating, delivering, and exchanging offerings that have value for customers, clients, partners, and society at large". 
O alta definiție, probabil mai simplă și mai generală este: "Marketingul este un proces permanent prin care oamenii sunt încurajați să ia o decizie de cumpărare, de folosire, de urmare sau de conformare a unui produs, serviciu sau valori ale altei persoane. Simplu, daca nu facilitează "vânzarea" unui produs atunci nu este marketing."
Philip Kotler, în cărțile sale inițiale, definește: "Marketing este o activitate menită să satisfacă nevoile și dorințele prin procese de schimbare". Se poate adăuga la definițiile lui Kotler și Norris un răspuns al "Chartered Institute of Marketing" (CIM). Definiția asociației afirmă că marketingul este "procesul managerial de anticipare, identificare și satisfacere a cerințelor clienților într-un mod profitabil". De aceea, marketingul operativ include procesele de analiză de marketing, dezvoltarea unui nou produs, administrarea ciclului de viață al unui produs, stablirea prețului, administrarea canalului precum și promoțiile.

## Introducere
Înainte de apariția analizei de piață, majoritatea companiilor se concentrau pe produse, angajând echipe de vânzători pentru a împinge produsele pe și în piață, fără a lua în considerare nevoile reale ale pieței. O organizație orientată spre nevoile pieței și ale clienților mai întâi determină dorințele potențialilor săi clienți și mai apoi construiește produsul sau serviciul. Teoria și practica marketingului sunt justificate prin convingerea conform căreia clienții folosesc un produs/serviciu pentru că au o nevoie, sau pentru că produsul/serviciu aduce un presupus beneficiu.
Două aspecte importante ale marketingului sunt recrutarea de noi clienți (achiziție) și menținerea/impulsionarea relațiilor cu clienții existenți (administrarea bazei de clienți).
După ce un vânzător a trecut de faza de marketing de achiziție prin faptul că l-a convins pe un potențial client să cumpere, marketingul administrării bazei de clienți devine prevalent. Procesul de administrare a bazei de clienți începe să schimbe vânzătorul spre construirea unei relații, încurajând legăturile, și dezvoltarea beneficiilor care l-au determinat pe client să cumpere, și îmbunătățind produsul/serviciul pentru o continuă protejare a afacerii de intervenția competitorilor.
Metodele de marketing sunt clasificate de mulți ca fiind științe sociale, în mod particular psihologie, sociologie, și economie. Antropologia are de asemenea o mică, dar în creștere, influență. Prin publicitate, se înrudește cu multe arte creative.
Pentru ca un plan de marketing să aibă succes, combinația de cei patru "P" trebuie să reflecte dorințele și nevoile consumatorilor din  piața țintă. Încercarea de a convinge un segment de piață să cumpere ceva ce nu își dorește este foarte costisitor și nu are prea mult succes. Comercianții depind de cercetarea de piață, atât formal cât și informal, pentru a determina ceea ce consumatorii au nevoie și pentru ce ei sunt dispuși să plătească. Comercianții speră ca acest proces să le ofere un avantaj competitiv solid. Oferta este de asemenea un lucru foarte important care vine să completeze teoria 4P. O alternativă eficientă și mai puțin costisitoare o constituie cybermarketingul.

## Alte definiții
În cadrul unei organizații, marketingul este funcția de creare, comunicare și livrare către clienți a valorii produsului de bază al companiei sprijinind, astfel, vânzarea.
Marketingul are o zonă de acțiune referitoare la produs și o zonă de acțiune referitoare la imagine. Marketingul de produs controlează produsul de la concepere, lansare până la faza de sfârșit de viață și, eventual, înlocuite cu un alt produs, controlând produsul atât calitativ (modificări aduse de-a lungul duratei de viață în funcție de informațiile de pe piață), cât și cantitativ – market share.
Marketingul de imagine reprezintă acele activități care creează notorietatea produsului prin brand sau marcă, folosind acțiuni de publicitate și PR.
Philip Kotler e de părere ca "marketingul este acea funcțiune a firmei care identifică nevoi și dorințe încă nesatisfăcute, le definește ca atare și le măsoară intensitatea și potențialul de profitabilitate, stabilește care sunt piețele-țintă pe care le poate servi cel mai bine organizația, decide asupra produselor, serviciilor și programelor adecvate pentru servirea piețelor astfel selectate și le cere tuturor celor din organizație să se gândească la client și să-l servească." Tot acesta afirmă că “Marketingul este acea activitate umana directionata spre satisfacerea nevoilor si dorintelor umane printr-un process de schimb”.

## Cei patru P (marketing mix)
Popular, "marketing" reprezintă promovarea produselor, mai ales publicitatea și brandingul. Totuși, în limbaj profesional termenul are un spectru mai mare de înțelesuri care au ca element comun punerea în centrul atenției a clienților. Produsele sunt dezvoltate pentru a satisface dorințele unor grupuri de clienți, și, în anumite cazuri, chiar a unor clienți anume. McCarthy a împărțit marketingul în patru segmente de activitate. Topologia lui a devenit universal recunoscută, iar setul lui de 4P a devenit un termen al limbajului.
Cei patru P sunt:
- Produs: Aspectele de Managementul produselor și Marketingul produselor se ocupă de specificațiile bunului sau produsului în cauză, și la modul în care relaționează la nevoile și dorințele utilizatorului final.
- Preț: Se referă la procesul de stabilire a prețului pentru un produs, inclusiv reducerile de preț.
- Promovare: Include reclama, relațiile publice, publicitatea și vânzările personale, și se referă la diferite metode de promovare a unui produs, brand sau companie.
- Plasament sau distribuție, se referă la modul în care produsul ajunge la client; spre exemplu, plasamentul la locul vânzării sau desfacerii cu amănuntul. Acest al patrulea P face referință la locul unde produsul sau serviciul este vândut, exemplu regiune geografică sau ramura industrială, și segmentul căruia se adresează(tineri adulți, familii, companii, oameni de afaceri, femei, bărbați, etc.).

Aceste patru elemente sunt de obicei numite marketing mix. Un comerciant poate folosi aceste valori pentru a întocmi un plan de marketing. Modelul celor 4P este folositor mai ales când se folosește pentru produse de o valoare redusă. Produsele industriale, serviciile și produsele cu o valoare mare au nevoie de mici adaptări ale acestui model. Marketingul serviciilor trebuie să aibă în vedere natura unicității serviciilor. Marketingul industrial sau B2B trebuie să țină seama de valoarea pe termen lung a acordurilor contractuale care sunt specifice tranzacțiilor din lanțul de aprovizionare. Marketingul relațiilor încearcă să facă acest lucru privind marketingul prin prisma valorii pe termen lung a relațiilor decât prin prisma tranzacțiilor individuale.
Ca opozant al acestei teorii, Morgan, în Riding the Waves of Change (Jossey-Bass, 1988), adaugă "Poate că cea mai importantă critică pe care o putem aduce abordării 4P, și de care ar trebui să fii conștient, este că în mod inconștient îmbrățișează punctul de vedere interior–exterior (privind de la produsele companiei), pe când esența marketingului ar trebui să fie punctul de vedere exterior–interior". Chiar și așa, prin construirea acestui set ușor memorabil, teoria 4P este un ghid rapid care acoperă majoritatea categoriilor majore ale activității de marketing, precum și cadrul în care aceste pot fi utilizate.  Arhivat în 3 octombrie 2006, la Wayback Machine..

## Orientarea spre client
O companie în economia de piață supraviețuiește prin producerea de bunuri pe care persoanele sunt dispuse și capabile să le să cumpere. Prin urmare, stabilirea cerințelor consumatorilor este vitală pentru viabilitatea viitoare a firmei și chiar existența ca o preocupare continuă. Multe companii au astăzi o focalizare pe client (sau orientare de piață). Acest lucru implică faptul că compania se axează pe activitățile și produsele solicitate de consumatori. În general, există trei moduri de a face acest lucru: abordarea dependentă de client, abordarea prin identificarea schimbării pieței, și abordarea prin inovarea produselor.
În abordarea bazată pe consum, nevoile consumatorilor sunt factorii determinanți ai tuturor deciziilor strategice de marketing. Nicio strategie nu este aplicată până când nu trece testul de cercetare a consumatorilor. Fiecare aspect al unei oferte a pieței, inclusiv natura produsului în sine, este condus de nevoile potențialilor consumatori. Punctul de plecare este întotdeauna consumatorul. Motivul pentru această abordare este că nu există niciun motiv să se cheltuiască pe cercetare și dezvoltare dezvoltând produse pe care oamenii nu le vor cumpăra. Istoria atestă multe produse care au fost eșecuri comerciale, în ciuda faptului că au fost descoperiri tehnologice.
O abordare formală a acestui marketing orientat spre client este cunoscută ca SIVA (Soluții, Informații, Valoare, Access). Acest sistem este, în principiu, cei 4P redenumit și reformulat pentru a oferi un accent pe client. Modelul SIVA oferă o alternativă de cerere/client-centrică la bine-cunoscutul model 4P de furnizare (produs, preț, plasare, promovare) al managementului de marketing.
- Produs → Soluție
- Promovare → Informații
- Preț → Valoare
- Plasare (Distribuție) → Acces

Dacă vreunul dintre cei 4P ar fi problematic sau nu ar fi făcut parte din factorul de marketing de afaceri, afacerea ar putea fi în pericol și astfel alte companii pot apărea pe lângă companie, astfel încât cererea consumatorilor pentru produsele sale ar scădea. Cu toate acestea, în ultimii ani, marketingul de servicii și-a extins aria de aplicare care urmează să fie luate în considerare, contribuind la un total de 7P în marketing. Ceilalți 3P în marketingul de servicii sunt: proces, protecția mediului și populația.
Unii consideră că există și un al cincilea "P": poziționarea.
Unele calificări sau limitări pentru focalizare client există. Ele nu invalidează sau intră în contradicție cu principiul orientării către client; mai degrabă pur și simplu se adaugă dimensiunilor suplimentare ale conștientizare și prudență.
Activitatea lui Christensen si colegii privind tehnologia perturbatoare a produs un cadru teoretic care explică eșecul firmelor nu pentru că ele erau incapabile tehnologic (de multe ori fiind valabil contrariul), ci pentru că rețelele de valoare în care funcționează profitabil au inclus clienți care s-ar fi putut să nu aprecieze inovația perturbatoare la momentul respectiv și capabilitatea sa și, prin urmare, să descurajeze activ firmele în dezvoltarea lor. Învățămintele trase din această lucrare sunt:
- Utilizarea orientării către client cu atenție, tratând-o doar ca un subset al strategiei corporative, mai degrabă decât factorul de conducere unic. Acest lucru înseamnă să se privească dincolo de orientarea actuală către client pentru a anticipa ceea ce clienții vor cere peste câțiva ani în viitor, chiar dacă ei înșiși nu sunt conștienți de aceasta deocamdată.
- Urmărirea piețelor noi (și astfel noi rețele de valoare), atunci când acestea sunt încă într-o stare incipientă comercial sau neatractive, pur și simplu, pentru că potențialul lor de creștere și intersectarea cu piețele stabilite și rețele de valoare arată mai degrabă ca un pariu. Acest lucru poate implica cumpărarea de acțiuni în firme mai mici, achiziționarea lor direct, sau dezvoltarea de unități mici, distincte financiar de organizație.

Alte limitări ale orientării către client sunt:
- Măsura în care ceea ce spun clienții că își doresc nu se potrivește cu deciziile lor de cumpărare. Astfel, sondaje de clienți ar putea pretinde că 70% dintre clienții unui restaurant doresc alegeri mai sănătoase ale meniului, dar numai 10% dintre ei cumpără de fapt noile produse odată ce acestea sunt oferite. Acest lucru ar putea fi acceptabil, cu excepția măsurii în care aceste produse sunt pierdere de bani pentru afacere, o contabilitate roșie. O lecție de acest tip de situație este de a fi 	inteligent cu privire la adevărata validitate a testelor, cum ar fi anchetele. Un argument corolar este faptul că "într-adevăr înțelegerea de către clienți uneori înseamnă a-i înțelege mai bine decât se cunosc ei înșiși." Astfel, s-ar putea argumenta că principiul orientării către client, sau ideea de a fi aproape de clienți, nu este încălcată aici, doar extinsă în mod adecvat.
- Măsura în care clienții ignoră în prezent ce s-ar putea argumenta că ar trebui ei să vrea, situație riscantă deoarece dacă aceștia vor acționa sau nu conform depinde de cât de repede vor învăța clienții, sau dacă vor fi convinși. Capabilitățile hardware și software IT și caracteristicile automobilelor sunt exemple în acest sens. Clienții care în 1997 au spus că ei cred în capacitatea de navigare pe internet pe un telefon mobil, sau cei 6% care nu credeau într-o eficiență mai bună a consumului de combustibil a vehiculului lor, ar putea spune ceva diferit astăzi, pentru că valoarea de adevăr a acestor oportunități s-a schimbat.